# Samaris cristatus
Samaris cristatus är en fiskart som beskrevs av Gray, 1831. Samaris cristatus ingår i släktet Samaris och familjen Samaridae. Inga underarter finns listade i Catalogue of Life.